# The Big Four
The Big Four (Os quatro grandes, no Brasil / As quatro potências do mal ou Os Quatro Grandes, em Portugal) é um romance policial de Agatha Christie, publicado em 1927, protagonizado pelo detetive Hercule Poirot e seu amigo, o Capitão Hastings. A origem da obra são vários contos anteriormente publicados na revista The Sketch, unidos de forma mais ou menos artificial.

## Enredo
Poirot se prepara para viajar ao Rio de Janeiro, quando uma visita inesperada o faz mudar de opinião, um homem à beira da morte chega a casa do detetive referindo-se insistentemente aos quatro grandes, dos quais o número um é o chinês Li Chang Yen, o número dois um multimilionário norte-americano, o número três é uma cientista francesa, e o número quatro é "O Destruidor", após isso o visitante cai morto. O fato causa em Poirot uma reação inesperada, pois é um dos poucos que acredita na história.
Poirot, auxiliado por Hastings, inicia então a maior investigação de sua carreira para descobrir e derrotar essa grande organização cujo objetivo é acabar com a civilização ocidental, se tornando os grandes ditadores do mundo. 